# اسم جزء
اسم الجزء (الميرونيم، من ميرو- «جزء» و-نيم «اسم» بالإغريقية)، عند أهل اللغة، هو الاسم الدال على جزء من حقيقة شيء ما يسمى كُلاً. الجزئية (الميرونيميا) مصدره.

## أمثلة
- الأرض اسم جزء من الأرض بمعنى الكوكب.
- الأصبع اسم جزء لليد، واليد اسم كل للأصبع.
- الحرف اسم جزء للكلام، بمعنى أنه اسم قسم من أقسام الكلام عند أهل النحو.
- الحرف اسم جزء للكلمة والكلمة اسم جزء للجملة؛ غير أن أهل اللغة يتجوزون فيسمون الكلمة حرفا ويسمون الجملة كلمة تسمية للكل باسم الجزء.[1]
- العين اسم جزء مشارِك (كوميرونيم [comeronym] من كو- «مَعَ» باللاتينية) للأنف والفم في الرأس، والرأس اسم كل للجميع.